# نوئل پورسل (بازیگر)
نوئل پورسل (انگلیسی: Noel Purcell; ۲۳ دسامبر ۱۹۰۰ – ۳ مارس ۱۹۸۵) بازیگر اهل ایرلند بود.

## فیلم‌شناسی
- شورش در کشتی بونتی
- میلیونر
- دکتر در دریا
- فری به هنگ کنگ
- مرد ناجور
- مأمور مکینتاش
- موبی دیک
- شور زندگی
- فهرست آدریان مسنجر
- کلید